# Salvador Crisanto Espinoza Huarocc
Salvador Crisanto Espinoza Huarocc (Conayca, 9 de noviembre de 1941) es un sacerdote católico, sociólogo y político peruano. Fue el primer Presidente Regional de Huancavelica.

## Biografía
Salvador Espinoza Huarocc nació en Conayca, el 9 de noviembre de 1941, fue el tercer hijo de Darío Espinoza Rosas y Gregoria Huarocc Martínez. Sus hermanos fueron Celso, Silvia y Germán.
Su infancia la pasó en el distrito de Conayca lugar en el que cursó sus estudios primarios en I.E.P CONAYCA  durante los años 1948-1953. Sus estudios secundarios los cursó en Huancavelica en el Colegio Nacional La Victoria de Ayacucho durante los años 1954-1958. Posteriormente fue a estudiar para ser sacerdote a Cuzco en el  Seminario Mayor San Antonio Abad.  Finalmente fue ordenado sacerdote para la Diócesis de Huancavelica, el 15 de mayo de 1970, por el entonces obispo Mons. Florencio Coronado Romaní CSsR.
Tras su ordenación inició su ministerio pastoral en la diócesis como párroco en el distrito de Conayca. Posteriormente fue a estudiar Sociología en la Universidad Nacional del Centro del Perú durante los años 1975- 1979. A su regreso fue párroco de Santa Ana. Mons.William Molloy McDermott lo nombra párroco de la parroquia San Juan Bautista de Acobamba, en la que permanece desde el año 1982 hasta 1997. En esta provincia llega a ocupar cargos políticos.
En el 2002 es elegido primer Presidente Regional de Huancavelica  para el Periodo 2003-2006.
En el 2007 empezó a ejercer el sacerdocio en la Arquidiócesis de Huancayo, para luego incardinarse en esa jurisdicción en el 2011 en la que permanece hasta el día de hoy. 
En el 2020 ha cumplido 50 años en el ejercicio del sacerdocio.